# Herreros (Salamanca)
Herreros es una entidad de población española del municipio de Narros de Matalayegua, perteneciente a la provincia de Salamanca, en la comunidad autónoma de Castilla y León.

## Toponimia
El lugar puede encontrarse referido como Herreros y Herreros de Peña de Cabra.

## Historia
Hacia mediados del siglo XIX, el lugar, una alquería ya por entonces perteneciente al municipio de Narros de Matalayegua, tenía contabilizada una población de 10 habitantes. Aparece descrito en el noveno volumen del Diccionario geográfico-estadístico-histórico de España y sus posesiones de Ultramar de Pascual Madoz con las siguientes palabras:

HERREROS DE PEÑA DE CABRA: alq. en la prov. de Salamanca, part. jud. de Sequeros, térm. jurisd. de Narros de Matalayegua (3/4 leg.): sit. en un llano dominado al N. por un teso, y al S. por otro, lo cual le impide esté bien ventilado. Su terreno es tenaz y de miga, con una fuente y dos charcas que rara vez se agotan sus aguas. Contiene mucho monte de encina y buenos y abundantes pastos que aprovecha el ganado. pobl.: 2 vec., 10 alm. contr. con su ayunt.
(Madoz, 1847, p. 190)

En 2023, la entidad singular de población de Herreros tenía empadronados 12 habitantes, todos ellos en diseminado.